# Alice Hunter

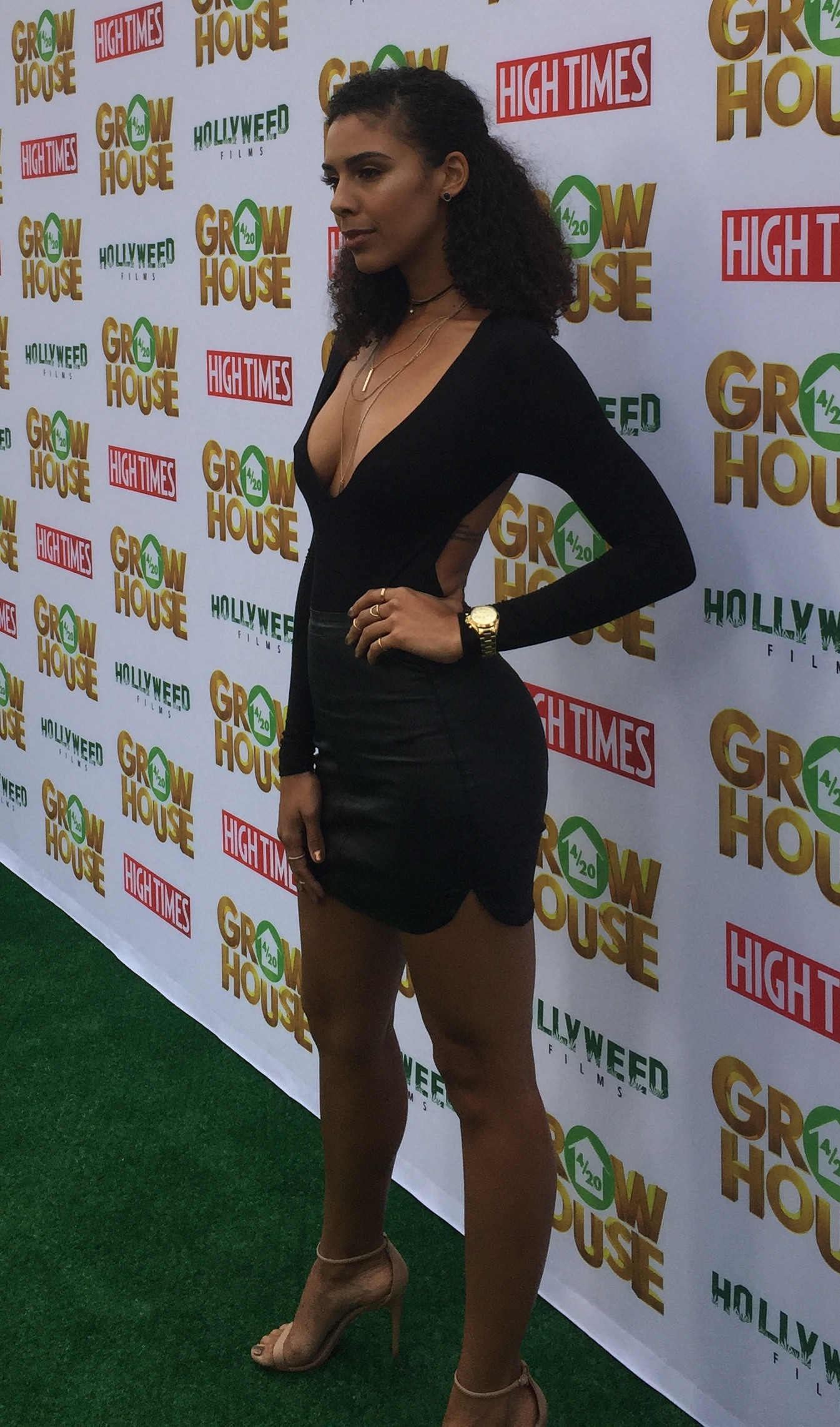
Alice Hunter (2017)

Alice Marie Hunter (* 23. Juni 1989 in Middlesex, England) ist eine australische Schauspielerin.

## Karriere
Alice Hunter war 2006 in H2O – Plötzlich Meerjungfrau als Tiffany zu sehen.

## Filmografie (Auswahl)
- 2006: H2O – Plötzlich Meerjungfrau (H2O: Just Add Water, Fernsehserie, 9 Folgen)
- 2006: Aquamarin – Die vernixte erste Liebe (Aquamarine)
- 2008: Girls of Summer
- 2008: Model Ball (Fernsehfilm)
- 2009: Turbo (Kurzfilm)
- 2009: The Rub
- 2010: United States of Tara
- 2010: On Empty
- 2013: Bad Samaritans (Fernsehserie, 5 Folgen)
- 2014: Girlhouse – Töte, was du nicht kriegen kannst
- 2014–2015: House of Lies (Fernsehserie, 8 Folgen)
- 2016–2018: Another Period (Fernsehserie, 14 Folgen)
- 2018: Regarding the Case of Joan of Arc
- 2018–2019: Schatten der Leidenschaft (Fernsehserie, 42 Folgen)
- 2019: A Merry Christmas Match (Fernsehfilm)
- 2020: Legends of Tomorrow (Fernsehserie, 3 Folgen)
- 2020: Haunting of the Mary Celeste
- 2021: B Positive (Fernsehserie, Folge 2x04 Baseball, Walkers and Wine)
- 2021: 4400 (Fernsehserie, 3 Folgen)
- 2022: Seven Days
- 2022: Call Me Kat (Fernsehserie, Folge 3x02 Call Me Skeeter Juice)
- 2022: Rosé All Day